# Supercopa Libertadores
Supercopa Libertadores, ibland även Supercopa Libertadores João Havelange, Supercopa João Havelange eller enbart Supercopa, var en fotbollsturnering som spelades mellan 1988 och 1997 mellan tidigare vinnare av Copa Libertadores. Turneringen är en av många som anordnats av CONMEBOL och lades ner till förmån för Copa Mercosur och Copa Merconorte (som i sin tur lades ner till förmån för Copa Sudamericana). Innan turneringen lades ner ansågs turneringen vara den näst mest prestigefyllda turneringen i Sydamerika, efter Copa Libertadores och före Copa Conmebol. Vinnaren av turneringen kvalificerade sig för Recopa Sudamericana där laget ställdes mot vinnaren av Copa Libertadores samma år.
Turneringens upplägg ändrades nästan varje år, vilket oftast var till följd av att en ny klubb hade vunnit Copa Libertadores och därmed kvalificerat sig för turneringen. Den sista säsongen fanns det 18 olika klubbar som vunnit Copa Libertadores.